# Midnight Ravers
Midnight Ravers (dt.: Mitternachtsschwärmer) ist ein Song von Bob Marley und seiner Band The Wailers. Es wurde auf dem Studioalbum Catch a Fire (1973) als letztes von neun Liedern veröffentlicht.

## Entstehung
Midnight Ravers wurde von Marley 1972 in Kingston komponiert. Marley hatte einen One Night Stand mit Patricia Williams, aus dem später sein Sohn Robert Nesta Marley II hervorging. Am Morgen nach der Affäre schrieb Marley den Text des Liedes auf die Rückseite eines Kingstoner Telefonbuchs. Der Song war fester Bestandteil auf den Konzerten der Tourneen von 1973 und 1975.

## Musik und Text
Das Stück beginnt mit dem für The Wailers typischen Reggae-Groove und nach einer kurzen Einführung setzt der Gesang ein. Die Besonderheit im Vergleich zu den anderen Titeln des Albums ist, dass das Lied nicht der klassischen Abfolge Strophe-Refrain folgt, sondern aus zwei gleichartigen Teilen besteht. Die Musik beider Teile ist weitestgehend gleich.
Das Lied beschreibt eine surreal anmutende Reise in den Alptraum der vergangenen Tage, aus dem der Protagonist sich zu befreien versucht. Die Verwendung der Bezeichnung ravers ist eine Anspielung auf die Partykultur der 1960er und frühen 1970er Jahre. Während im ersten Teil des Liedes alles aus der Wir-Perspektive gesungen wird, wechselt der Text im zweiten Teil zur Ich-Perspektive. Der Protagonist bittet um Hilfe, um aus der Szene zu entkommen. Der Text enthält mit der Phrase 10.000 chariots einen Verweis auf das Alte Testament und soll auf die tiefe Religiosität Marleys und dessen Verwurzelung im Rastafarianismus.